# Saison 3 d'Unbreakable Kimmy Schmidt
Chronologie
Saison 2 Saison 4
Cet article présente le guide des épisodes de la troisième saison de la série télévisée américaine Unbreakable Kimmy Schmidt.

## Synopsis
Kimmy Schmidt, une jeune femme de 29 ans originaire de l'Indiana, part vivre à New York après avoir passé quinze ans sous terre dans un bunker, en compagnie de trois autres femmes. Elles étaient prisonnières d'un gourou leur ayant fait croire que l'Apocalypse avait eu lieu.

## Généralités
- La saison a été mise en ligne intégralement partout dans le monde le 19 mai 2017 sur Netflix.

## Distribution

### Acteurs réguliers
- Ellie Kemper (VF : Laëtitia Godès) : Kimberly « Kimmy » Schmidt
- Tituss Burgess (VF : Diouc Koma) : Titus Andromedon
- Carol Kane (VF : Véronique Augereau) : Lilian Kaushtupper
- Jane Krakowski (VF : Véronique Alycia) : Jacqueline Voorhees

### Acteurs récurrents
- Dylan Gelula (VF : Jessica Monceau) : Xanthippe « Xan » Lannister Voorhees
- Peter Riegert : Artie Goodman
- Jon Hamm : Richard Wayne Gary Wayne

## Épisodes

### Épisode 1:Kimmy divorce?!
- : 19 mai 2017 sur Netflix

### Épisode 2:Kimmy croit en l'avenir!
- : 19 mai 2017 sur Netflix

### Épisode 3:Kimmy ne peut rien faire pour vous!
- : 19 mai 2017 sur Netflix

- Laura Dern (Wendy)

### Épisode 4:Kimmy va à la fac!
- : 19 mai 2017 sur Netflix

### Épisode 5:Kimmy craint les fissures!
- : 19 mai 2017 sur Netflix

- Adrienne C. Moore (Cindy « Black Cindy » Hayes)

### Épisode 6:Kimmy est une féministe!
- : 19 mai 2017 sur Netflix

### Épisode 7:Kimmy écoute la météo!
- : 19 mai 2017 sur Netflix

### Épisode 8:Kimmy reconstitue un puzzle!
- : 19 mai 2017 sur Netflix

- Maya Rudolph (Dionne Warwick)

### Épisode 9:Kimmy va à l'église!
- : 19 mai 2017 sur Netflix

### Épisode 10:Kimmy vole!
- : 19 mai 2017 sur Netflix

- Ray Liotta (Paulie Fiucillo)

### Épisode 11:Kimmy se trouve sur Internet!
- : 19 mai 2017 sur Netflix

### Épisode 12:Kimmy résout un problème de tramway!
- : 19 mai 2017 sur Netflix

### Épisode 13:Kimmy croque un oignon!
- : 19 mai 2017 sur Netflix